# Nyceryx draudti
Nyceryx draudti là một loài bướm đêm thuộc họ Sphingidae. Loài này có ở Peru.
Sải cánh khoảng 67 mm. Nó rất giống loài Nyceryx stuarti.
Cá thể trưởng thành có lẽ mọc cánh quanh năm.